# 伊琳娜·涅克拉索娃
伊琳娜·涅克拉索娃（Irina Nekrassova，1988年3月1日—），哈萨克斯坦女子举重运动员。
2016年8月，伊琳娜·涅克拉索娃遭到國際舉重總會公布藥檢呈陽性反應，2008年夏季奧林匹克運動會舉重銀牌將被取消。